# Chorramšahr
Chorramšahr (persky خرمشهر‎) dříve Mohammerah je přístavní město v provincii Chúzistán v jihozápadním Íránu. Město se nachází na břehu řeky Šatt al-Arab. Podle posledních odhadů žije ve městě 123 866 obyvatel.

## Podnebí
Chorramšahr má dlouhá, horká léta a mírné a krátkodobé zimy. Průměrná teplota v létě bývá 55 stupňů Celsia , teplota v létě může dosáhnout až 66 stupňů Celsia, zatímco v zimě minimální teplota mohla spadnout na -3 stupňů Celsia. Roční úhrn srážek je 200 mm.

## Město během války
Město během íránsko-irácké války bylo důležitým strategickým bodem, za dobytí města irácká armáda zaplatila krutou cenu (7000 padlých vojáků).